# Ребека Линарес
Ребека Линарес (шп. Rebeca Linares; Сан Себастијан, Баскија, 13. јун 1983), право име Вероника Базан, шпанска је порнографска глумица.

## Каријера
Иако је рођена у Сан Себастијану, Баскија, много година живи у Барселони. Каријеру у индустрији за одрасле је започела 2005. године у Шпанији, када је пријатељица упознала са познатим порно глумцем Начом Видалом. Изабрала је уметничко име Ребека Линарес. Убрзо снима филмове и у другим деловима Европе, као што су Берлин и Француска, а почетком 2006. преселила се у Лос Анђелес. У 2008. фотографисала се за часопис за мушкарце Максим. Часопис Пентхаус је прогласио „љубимицом“ (енгл. Penthouse Pet) за месец март 2009. године.
Године 2009, шпански телевизијски канал Канал+1 направио је документарац о њеном животу и каријери у Америци под називом Vente a Las Vegas, Nena. У јануару 2010, Ребека осваја АВН награду заједно са Тори Блек и Марком Ешлијем за најбољу сцену секса у троје из филма Tori Black Is Pretty Filthy.
Наступила је у преко 400 порно-филмова (август 2014).

## Награде
- 2007 FICEB Ninfa награда за најбољу глумицу у споредној улози (Iodine Girl)[9][10][11]
- 2007: CAVR награда за глумицу године[12]
- 2010: Urban X награда за глумицу године[13]
- 2010 АВН награда за најбољу сцену секса у троје (Tori Black Is Pretty Filthy)[8]

## Изабрана филмографија
- Ass Cleavage 8 (2006)
- Ashlynn and Friends 1 (2007)
- Anal Cream Pie Assault (2007)
- Angels of Debauchery 6 (2006)
- Anally Yours Love Rebeca Linares (2008)
- Apprentass 8 (2008)
- Anal Asspirations 9 (2009)
- Girlvana 3 (2007)
- Rebeca Linares Raw (2008)
- Rectal Intrusions (2006)
- This Butt's 4 U 3 (2007)